# Centre d'études alexandrines

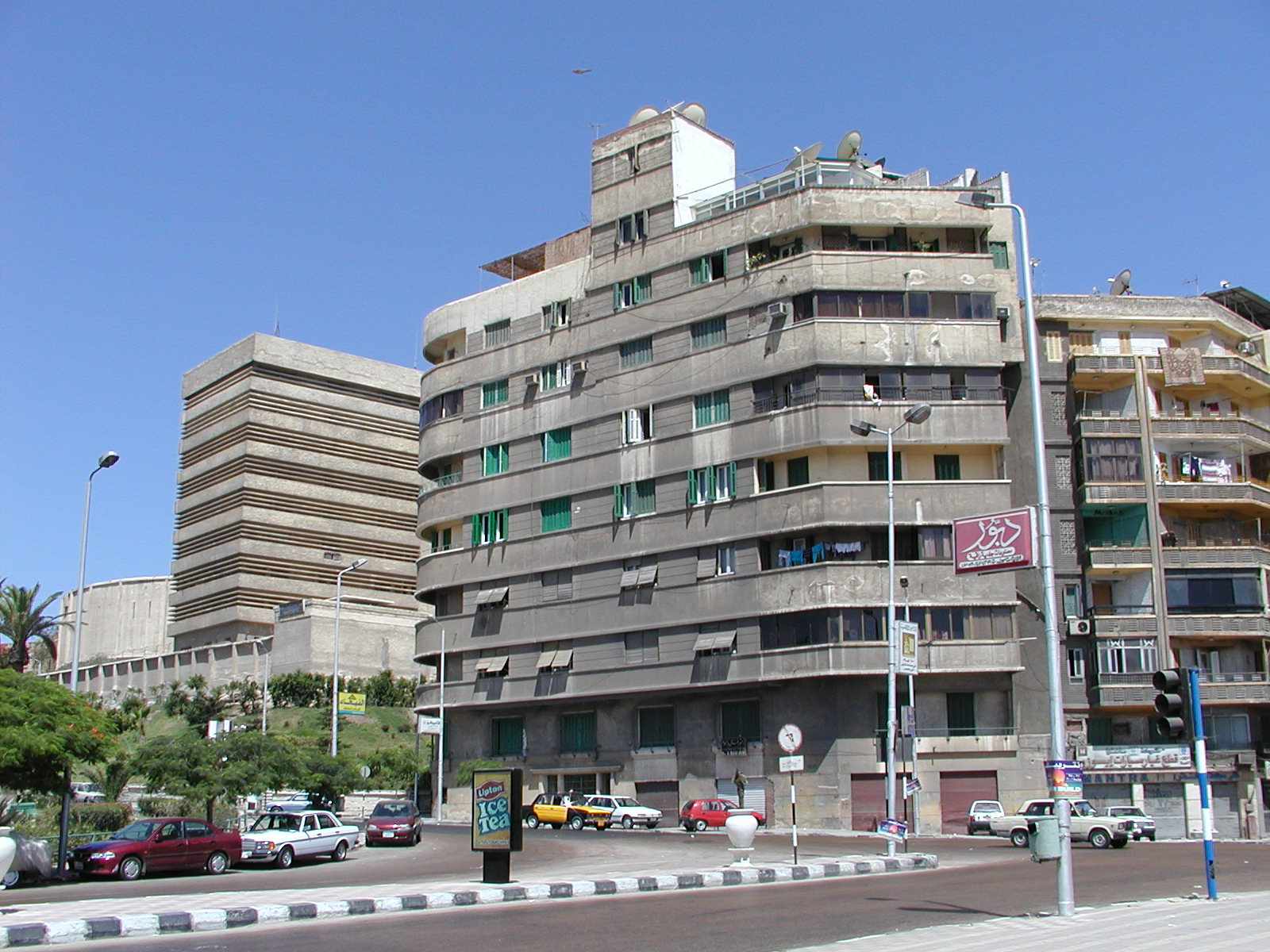
Le siège du CEAlex occupe le 4e et les trois derniers étages

Le Centre d'études alexandrines (CEAlex) est une équipe française de recherche en archéologie sise à Alexandrie (Égypte). Il a été créé le 1er mars 1990 par Jean-Yves Empereur, directeur de recherche au CNRS Centre national de la recherche scientifique (USR 3134).
Ses champs de recherche concernent l'archéologie et l'histoire de la ville. Il mène des opérations d'archéologie préventive dans la région d'Alexandrie :
- les fouilles des restes du Phare d'Alexandrie :
  - le site sous-marin de Qait Bay (à partir de l'automne 1994)
  - la forteresse de Qait Bay (à partir de 2001)
- le cinéma Majestic (1992-1993)
- le Billardo Palace (1993)
- le patriarcat copte (1994)
- le cinéma radio (1994)
- le théâtre Diana (1994-1997)
- le consulat britannique (1994 + 1996-1997)
- le Cricket Ground (1994 + 1996-1997)
- les fouilles de Nécropolis : Gabbari (juin 1997-février 1998)
- le patriarcat grec-orthodoxe : rue Fouad (novembre 1999-2004)
- le site du Césaréum : ancien garage Lux (2000-août 2002)
- le tombeau d'albâtre : cimetière de Terra Santa (2001)
- le site d'Akadémia, au sud de la presqu'île de Maréa (à partir de juillet 2003)

## Fouilles

### Fouilles sous-marines
Les fouilles sous-marines sont réalisées essentiellement sur le site du phare d'Alexandrie par les équipes de Jean-Yves Empereur et Isabelle Hairy. Elles révèlent un immense gisement archéologique, avec des milliers de blocs d'architecture, des statues colossales, des obélisques et des sphinx. Sortie des eaux, la statue de Ptolémée entame alors un long voyage qui la conduira à des expositions jusqu'à Paris et Agde en 1998, pour revenir orner en 2003 l'entrée de la Bibliotheca Alexandrina. D'autres éléments sortis de l'eau (sphinx, colonnes, éléments du phare d'Alexandrie) sont exposés au musée de plein air de Kom el-Dikka.

### Fouilles terrestres

#### Centre-ville

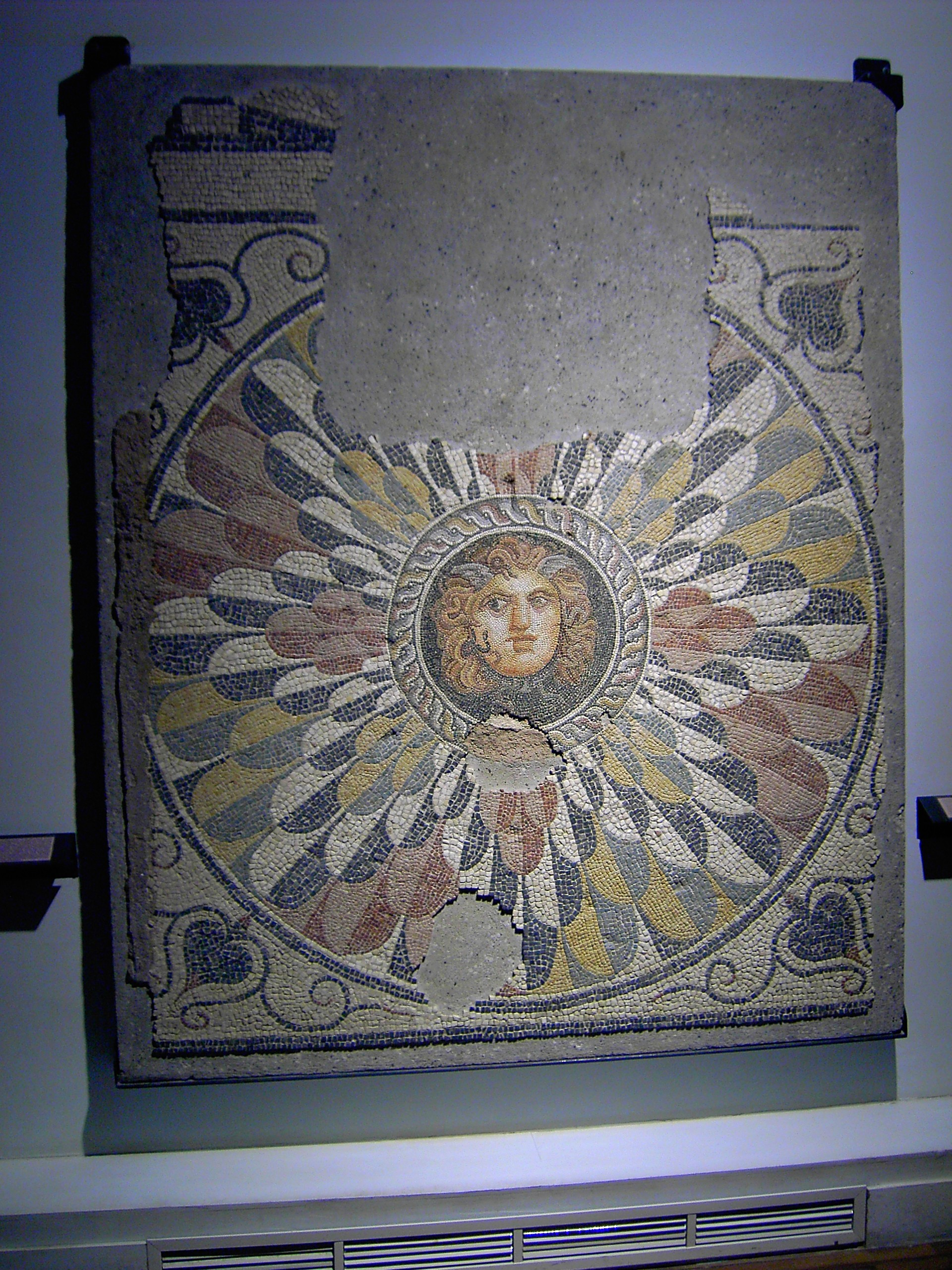
La mosaïque de la figure de la Méduse restaurée par le CEAlex

En 1992-1993, deux fouilles de sauvetage sont menées à l'emplacement du temple du culte impérial, le Césaréum, sur la parcelle du cinéma Majestic et sur celle, voisine, du Billiardo Palace, où une inscription gravée sur un fût de colonne indique la présence d'une association consacrée à l'entretien des images des empereurs romains.
Entre 1994 et 1997, l'attention des chercheurs se concentre sur la région des quartiers royaux mettant au jour des habitations qui s'échelonnent depuis la toute première génération des Alexandrins jusqu'au IIIe siècle. Sur la parcelle du théâtre Diana, la salle à manger d'une maison datée du IIe siècle montre un superbe pavement mosaïqué se développant autour de la figure de la Méduse qui protège les banqueteurs.
Sur la parcelle du cinéma Lux, sous un cimetière chrétien de la fin de l'Antiquité et un complexe hydraulique, ont été mis au jour en 2000-2001 des vestiges architecturaux et paysagers du Césaréum, mais aussi une statue de l'empereur Septime Sévère, identifié grâce aux détails de son costume et aux deux pointes de sa barbe.

#### Nécropolis
La nécropole a été découverte dans le quartier de Gabbari lors de la construction en 1996 d'un pont autoroutier destiné à relier l'autoroute du Caire au port occidental d'Alexandrie. Le chantier de fouilles est situé dans le secteur moderne, à environ huit-cents mètres de la muraille antique, dans la Nécropolis décrite par Strabon lors de son séjour à Alexandrie en -25.
L'exploration et la fouille, menées par l'archéologue Marie-Dominique Nenna, ont été réalisés de juin 1997 à la fin du mois de février 2000. 
Plus de quarante tombes souterraines collectives et de cimetières de surface ont ainsi été explorées avant l'enfouissement définitif dans le béton du pont provoquant la perte irrémédiable de cette nécropole. Les tombes sont composées de centaine de loculi, longs de deux mètres, larges de soixante centimètres et hauts de quatre-vingt centimètres, recevant les corps inhumés ; certains loculus contenaient jusqu'à une dizaine d'individus.
Cette nécropole offre un matériel pour la connaissance des pratiques funéraires des Alexandrins, aussi bien aux archéologues qu'aux archéoanthropologues, avec notamment l'étude des vases à crémation et des débuts de l'introduction de la momification chez les Grecs.
Lors des inhumations, les Grecs alexandrins pratiquaient l'incinération et de petites niches étaient creusées dans les parois des tombes pour la mise en place des urnes cinéraires.

#### Fort Qait Bay
Le fort Qait Bay a été construit sur l'emplacement du phare d'Alexandrie, effondré au XIVe siècle.

#### Les citernes

La citerne al-Nabih

La recherche des citernes, lancée dès les débuts du CEAlex, où l'on n'en connaissait alors plus que cinq face aux quatre-cents mentionnées dans la Description de l'Égypte, a permis de recenser cent-quarante-quatre citernes souterraines de l'Antiquité tardive et de l'époque médiévale ainsi que de fouiller et de documenter certaines en détail, comme les deux citernes voisines d'el Gharaba.

#### Terra Santa
Mené en 2002-2003, le chantier de fouilles de Terra Santa n'a pas permis de préciser l'emplacement antique du « Tombeau d'albâtre », construit d'énormes monolithes de calcite, mais il a offert des informations sur les canaux souterrains qui récupéraient et véhiculaient l'eau fraîche pour les Alexandrins à l'époque hellénistique et romaine, ainsi que sur les dispositifs de puisage, tels les sakiehs.

#### Maréa
Fouillée entre 2003 et 2012, la presqu'île de Maréa sur la rive sud du lac Mariout, à quarante kilomètres au sud-ouest d'Alexandrie, est un exemple de l'occupation de la campagne alexandrine, avec deux maisons-tours qui dominaient les rives du lac Mariout. L'une d'elles comprenaient un espace cultuel comme en témoignent architecture et mobilier avec un porte-cassolette à encens en bronze qui mêle éléments égyptiens et grecs.

## Laboratoires et services

### Laboratoire de restauration
Depuis 1999, le CEAlex a réhabilité à Shallalat un bâtiment du début du XIXe siècle, la cartoucherie de Méhémet Ali, afin d'en faire le magasin de fouilles, ainsi qu'un lieu de restauration et d'étude du mobilier archéologique.

#### Dépôt de fouilles
Depuis 1997, l'ensemble du matériel archéologique issu des fouilles menées par le Centre d'études alexandrines depuis 1992 est stocké à Shallalat.

#### Restauration
C'est dans ce laboratoire de Shallalat que sont nettoyées et présentées les mosaïques et céramiques ; le mobilier métallique, et en particulier les monnaies, y est traité journellement.
Depuis le début des fouilles à Alexandrie, en 1992, quinze mille monnaies ont été découvertes. Ces bronzes sont souvent corrodés et une restauration est nécessaire pour découvrir leurs décorations.

### Laboratoire de caractérisation des matériaux
Les différents matériaux, céramiques, verres, pigments et métaux sont examinés sous un microscope et révèlent leur composition chimique grâce à la fluorescence X.

### Sauvetage de la presse francophone d’Égypte
En 2004, cinq personnes ont envisagé le sauvetage de la presse francophone d’Égypte : Alexandre Buccianti, journaliste, Louis-Jean Calvet, linguiste, Gilles Kraemer, journaliste, Robert Solé, journaliste et écrivain, et Jean-Yves Empereur, directeur du CEAlex. Du matériel professionnel pour la numérisation des journaux a été acquis pour une équipe de huit collaborateurs affectés à plein temps dans ce service du CEAlex ; depuis le 1er janvier 2013, l’égyptologue Marie-Delphine Martellière en est la responsable.
Actuellement, plus de 40 000 pages sont en ligne, entièrement océrisées.

### Service pédagogique
Le service pédagogique s'est donné pour but de partager les expériences et les connaissances du CEAlex avec un large auditoire, et particulièrement de sensibiliser le public scolaire au patrimoine alexandrin.

### Service audiovisuel
Le CEAlex réalise des films pédagogiques déclinés en trois collections : 
- Les métiers de l'archéologie
- De l'Afrique à l'Inde
- Impressions Alexandrines.

Des versions françaises, anglaises et arabes existent pour la plupart des films.

### Service topographique
Dès 1995, le CEAlex a développé un service topographique chargé d'effectuer les relevés sur les sites des fouilles archéologiques. En 2001, le CEAlex s'est doté d'une station permanente GPS (Global Positioning System), la première station GPS d'accès libre en Égypte.

## La vie à Alexandrie
- Les couleurs d'Alexandrie, photographies d'André Pelle sur une poésie de Georges Moustaki
- Visages d'Alexandrie, de Marine Estrangin